# Campionat del Món de cursa a l'americana femení
El Campionat del món de madison femení és el campionat del món de Madison, en categoria femenina, organitzat anualment per l'UCI, dins els Campionats del Món de Ciclisme en pista.
Se celebra des de 2017, quan es va inaugurar la competició als campionats celebrats a Hong Kong.

## Pòdiums de les Guanyadores
| Proves                                 | Or                                          | Plata                                      | Bronze                                            |
| 2017 Hong Kong                         | Bèlgica · Lotte Kopecky · Jolien D'Hoore    | Regne Unit · Elinor Barker · Emily Nelson  | Austràlia · Amy Cure · Alexandra Manly            |
| 2018 Apeldoorn detalls                 | Regne Unit · Katie Archibald · Emily Nelson | Països Baixos · Kirsten Wild · Amy Pieters | Itàlia · Letizia Paternoster · Maria Confalonieri |
| 2019 Pruszków detalls                  | Països Baixos · Kirsten Wild · Amy Pieters  | Austràlia · Georgia Baker · Amy Cure       | Dinamarca · Amalie Dideriksen · Julie Leth        |
| 2020 Berlin detalls                    | Països Baixos · Kirsten Wild · Amy Pieters  | França · Clara Copponi · Marie Le Net      | Itàlia · Letizia Paternoster · Elisa Balsamo      |
| 2021 Roubaix detalls                   | Països Baixos · Amy Pieters · Kirsten Wild  | França · Clara Copponi · Marie Le Net      | Regne Unit · Katie Archibald · Neah Evans         |
| 2022 Saint-Quentin-en-Yvelines detalls | Bèlgica · Shari Bossuyt · Lotte Kopecky     | França · Clara Copponi · Valentine Fortin  | Dinamarca · Amalie Dideriksen · Julie Leth        |

quan e